# Kinnor

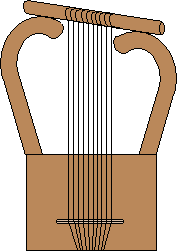
Kinnor uit de Bijbelse periode

Een kinnor (Hebreeuws: כִּנּוֹר) was een snaarinstrument uit de oudheid. Het was een lierachtig tokkelinstrument, vergelijkbaar met de Griekse kithara. De kinnor wordt ook vaak davidsharp genoemd, hoewel dit eigenlijk onjuist is: bij een harp lopen de snaren in schuine richting van de klankkast naar de hals en bij een lier vanuit de klankkast recht naar boven. In modern Hebreeuws wordt met kinnor een viool aangeduid.

## Geschiedenis
Op een kleitablet uit Ebla van rond 2500 v.Chr. wordt in spijkerschrift reeds een muziekinstrument met de naam ki-na-ru beschreven. Ook op kleitabletten uit Šuruppak, Abu Salabikh, Mari en Ugarit komt het woord voor. In het oude Israël was vanaf circa 1000 v.Chr. een lier in gebruik; dit was mogelijk een kinnor. Het instrument wordt veelvuldig in het Oude Testament genoemd.